# Imkerei von Tel Rechov
Die Imkerei von Tel Rechov ist Teil eines archäologischen Fundplatzes in Tel Rechov im Tal von Bet Sche’an in Israel.

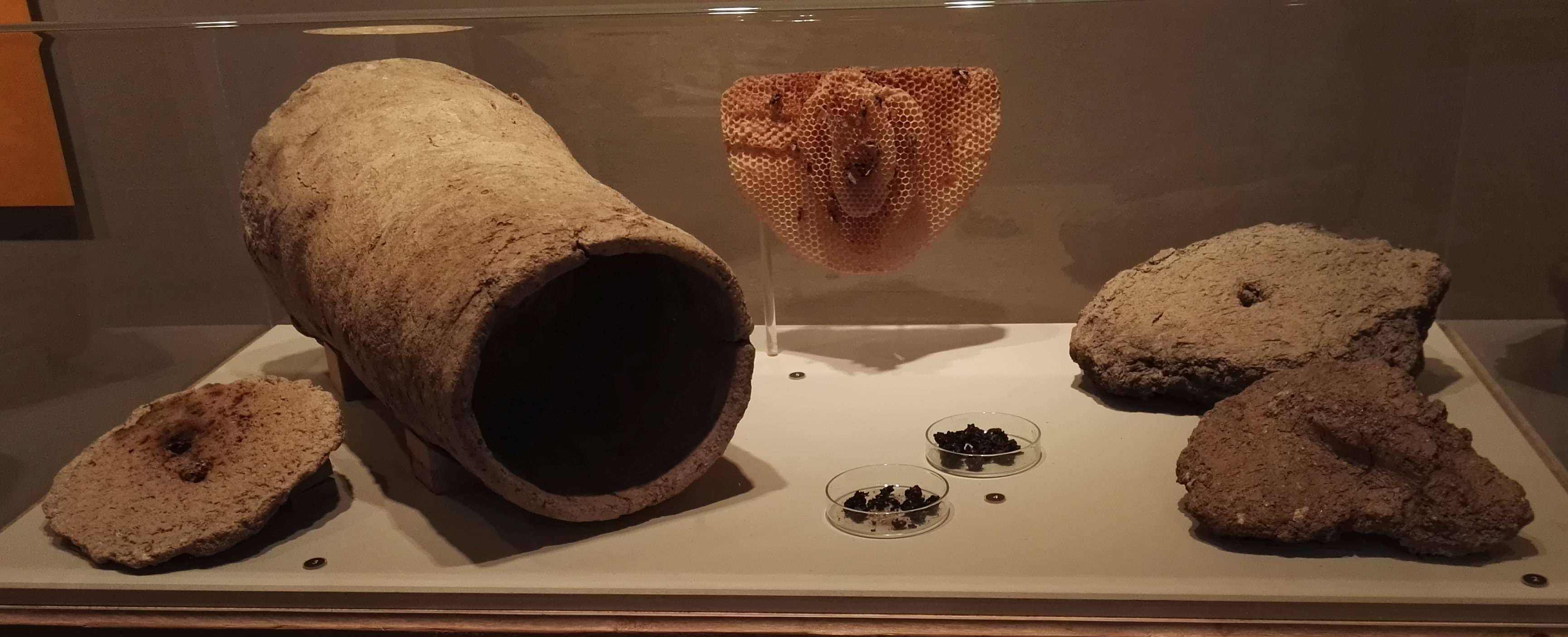
Funde aus der Imkerei von Tel Rechov, Sonderausstellung Eretz Israel Museum

## Fundplatz
Der Fundplatz befindet sich auf dem Plateau eines Berges, das großflächig besiedelt war und vor rund 3000 Jahren vermutlich eine bedeutende Stadt beherbergte. Erste Ausgrabungen wurden 1989 von Forschern der Hebräischen Universität Jerusalem durchgeführt. Seit 1997 werden die Ausgrabungen durch Sponsorengelder finanziert und es wurden bis 2007 insgesamt acht Grabungskampagnen durchgeführt. Die Grabungsergebnisse erbrachten ein sehr dicht besiedeltes Plateau, mit den Resten zahlreicher entstehender Lehmbauten. Die ausgegrabenen Gebäudestrukturen zeigen verschieden große Gebäude, öffentliche sowie herrschaftliche Bauten. Zu den Funden gehören Grundmauern, Wände, Siedlungskeramik, Geräte aus Elfenbein, Holz, Metall und Stein, sowie Siegel, Siegelabdrücke, Hausaltare, Figurinen und weitere Objekte aus organischem Material. Am Fuße des Berges lagen weitere Siedlungen, die nach einer zerstörerischen Katastrophe aufgegeben wurden. Die Bergsiedlung wurde erst später, vermutlich im Zusammenhang mit dem Einfall der Assyrer, und ebenfalls nach einem zerstörerischen Ereignis endgültig aufgegeben.

## Imkerei
Die ersten Reste von Bienenstöcken (Beuten) wurden 2005 entdeckt. Sie lagen unter einer etwa einem Meter mächtigen Schicht aus umgestürzten Mauern, Brandschutt und Asche. Die Imkerei lag im Nordwesten der eisenzeitlichen Siedlung. Der Aufstellungsort der Bienenstöcke war ein etwa sieben Meter breiter und neun Meter langer Hof, der etwa 1,5 Meter unterhalb des Laufhorizonts der umliegenden Gebäude lag und mit hohen Mauern aus ungebrannten Lehmziegeln umgeben war. Insgesamt wurden Reste von 30 Stöcken gefunden. Die röhrenförmigen Bienenstöcke sind 80 Zentimeter lang und haben 40 Zentimeter Durchmesser und bestehen aus ungebranntem, stark mit Stroh gemagertem Lehm. Ihr vorderes Ende besitzt lediglich ein etwa vier Zentimeter messende Öffnung als Flugloch, durch welches die Bienen ein- und ausfliegen können. Zur einfachen Wachs- und Honigernte sind die hinteren Enden der Lehmröhren offen und konnten mit einem abnehmbaren Deckel aus Lehm verschlossen werden. Die Deckel besitzen mittig eine kleine Grifflasche und wurden mit Schnüren an den Beuten befestigt. Die Bienenstöcke lagen auf drei terrassenförmigen Sockeln aus ungebranntem Lehm, und je zwei langen, zugerichteten Holzbalken, aufgereiht. Zwischen den Sockeln waren Gänge, von denen aus die Imker an den Bienenstöcken arbeiten konnten. Die erhaltenen Reste zeigen, dass die Bienenstöcke in mindestens drei Reihen übereinander gestapelt lagen. Anhand der bisher ausgegrabenen Sockel war eine Aufstellung von bis zu 180 Bienenstöcken möglich. Die ausgegrabenen Reste ergaben, dass mindestens 70 bis 100 Bienenstöcke aufgestellt waren.
Nach bisherigen Erkenntnissen brannten die Stadt und Imkerei nieder. Bei diesem Feuer stürzten die Lehmmauern ein und begruben die im Hof stehenden Bienenstöcke. Durch die Hitzeentwicklung wurden Teile der Bienenstöcke aus Lehm gebrannt. Die in den unteren Reihen positionierten Bienenstöcke waren dabei am besten erhalten. Im Inneren zweier Bienenstöcke konnten Reste von Bienen, Brut und Waben nachgewiesen werden. Diese Reste waren jedoch durch die Hitzeeinwirkung so geschädigt, dass ihre DNA-Struktur zerstört war. Die Reste der Bienenkörper konnten der Unterart Anatolische Biene (Apis mellifera anatolica) zugeordnet werden.
Aufgrund typologischer Vergleiche der gefundenen Keramikgefäße wurde die Imkerei in das 10. oder 9. Jahrhundert v. Chr. datiert. Diese Datierung konnte durch Radiokohlenstoffdatierungen einiger Weizenkörner aus der gleichen Fundschicht in das 10. Jahrhundert v. Chr. genauer eingegrenzt werden.
Imker schätzen, dass die Imkerei mit geschätzt etwa 100 Stöcken einen Jahresertrag von mehr als 500 Kilogramm Honig und etwa 50 bis 70 Kilogramm Bienenwachs ermöglichte. Die industrielle Größe der Imkerei und deren Lage im Stadtzentrum deuten darauf hin, dass sie der Kontrolle eines örtlichen Herrschers unterlag. Honig hatte neben seiner Eigenschaft als Süßungsmittel vor allem einen hohen medizinischen und kultischen Wert, während Bienenwachs in der Kosmetik, im Metall- und Lederhandwerk, aber auch zur Herstellung von Schreibtäfelchen Anwendung fand.

## Bedeutung
Zwar sind Keramikgefäße aus griechischer und römischer Zeit bekannt, die als Bienenstöcke dienten, aber noch nie konnte eine ganze Imkerei wie die in Tel Rechov nachgewiesen werden. Neben den Bienenbehausungen wurden Reste von Honigbienen, Wachsspuren und Pollen, sowie ein Altar mit Abbildungen der Fruchtbarkeitsgöttin und ein kunstvoller Trinkbecher gefunden.
Aus dem Ägypten der Pharaonen gibt es mehrere Bildbeschreibungen der Honigernte aus tönernen Beuten. Bienenstände mit aufgereihten Tonröhren als Bienenwohnungen, wie sie in Tel Rechov gefunden wurden, sind in Afrika, im Mittelmeerraum, sowie in Arabien und weiteren Regionen der Welt noch bis heute in Gebrauch.

## Trivia
Während der Begriff Honig im Alten Testament der Bibel über fünfzigmal erscheint, findet der Bienenhonig nur zweimal Erwähnung. Die Forschung ging davon aus, dass mit Honig zumeist Wildhonig oder der Saft von Feigen und Datteln gemeint war.